# Déclaration canadienne des droits
La Déclaration canadienne des droits est une loi fédérale canadienne adoptée par le gouvernement du premier ministre John Diefenbaker le 10 août 1960. Elle accorde aux Canadiens certains droits quasi-constitutionnels en relation avec d'autres lois fédérales. Il s'agit de la première loi des droits de la personne au niveau fédéral au Canada, bien qu'une « charte des droits implicite » avait déjà été reconnue par les tribunaux. La Déclaration canadienne des droits demeure en vigueur, mais son inefficacité largement reconnue fut la raison principale derrière l'adoption de la Charte canadienne des droits et libertés en 1982.

## Points saillants
La Déclaration canadienne des droits protège de nombreux droits, dont la plupart ont été subséquemment inclus dans la Charte. Des exemples :
- La liberté de parole et la liberté de religion (maintenant à l'article 2 de la Charte)
- Des droits à l'égalité limités (des droits plus étendus sont maintenant enchâssés à l'article 15 de la Charte)
- Le droit à la vie, la liberté et la sécurité de la personne, et dans une autre section, le droit à la justice fondamentale (la Charte réunit ces droits à l'article 7)
- Le droit d'expression, de penser et d'être défendus
- Le droit à un avocat (maintenant à l'article 10 de la Charte).

L'article 2 de la Déclaration des droits commence comme suit :
« Toute loi du Canada, à moins qu’une loi du Parlement du Canada ne déclare expressément qu’elle s’appliquera nonobstant la Déclaration canadienne des droits, doit s’interpréter et s’appliquer de manière à ne pas supprimer, restreindre ou enfreindre l’un quelconque des droits ou des libertés reconnus et déclarés aux présentes... »
Le libellé « nonobstant » de l'article 2 fut le précurseur de la clause dérogatoire de la Charte canadienne.
La Déclaration des droits est une  quasi-constitutionnelle secondaire, la loi quasi-constitutionnelle principale étant la Charte des droits provinciale, parce que son mécanisme manner and form lui donne priorité sur les autres lois. D'après l'arrêt Insurance Corporation of British Columbia c. Heerspink, toutes les lois qui donnent des droits aux citoyens ont priorité sur les autres lois, même si elles n'affirment pas être quasi-constitutionnelles. 
La Déclaration canadienne des droits contient une disposition unique qui est souvent oubliée par ceux qui sous-estiment l'importance du document. Cette section se lit comme suit :

« 3. (1) Sous réserve du paragraphe (2), le ministre de la Justice doit, en conformité de règlements prescrits par le gouverneur en conseil, examiner tout règlement transmis au greffier du Conseil privé pour enregistrement, en application de la Loi sur les textes règlementaires, ainsi que tout projet ou proposition de loi soumis ou présentés à la Chambre des communes par un ministre fédéral en vue de rechercher si l’une quelconque de ses dispositions est incompatible avec les fins et dispositions de la présente Partie, et il doit signaler toute semblable incompatibilité à la Chambre des communes dès qu’il en a l’occasion.

(2) Il n’est pas nécessaire de procéder à l’examen prévu par le paragraphe (1) si le projet de règlement a fait l’objet de l’examen prévu à l’article 3 de la Loi sur les textes réglementaires et destiné à vérifier sa compatibilité avec les fins et les dispositions de la présente partie. »

— Déclaration canadienne des droits

## Critiques et appuis à la Déclaration canadienne des droits
Les critiques visant la Déclaration des droits de 1960 se concentrent principalement sur son effet limité.
Elle n'a pas explicitement amendé des lois avec lesquelles elle entrait en conflit, ni pour éliminer les conflits ni pour insérer des exemptions explicites pour que les lois continuent d'être appliquées nonobstant la Déclaration des droits. Lorsqu'on demandait au tribunaux d'appliquer des lois conflictuelles, les tribunaux cherchaient typiquement à interpréter une loi plus tardive de façon à créer un dérangement minimal à la loi d'origine. En pratique, cela voulait dire que les tribunaux se fiaient au Parlement pour révoquer ou amender toute loi contraires à la Déclaration des droits. Plusieurs qui voulaient que les tribunaux appliquent les droits de façon vigoureuses furent déçus.
Étant donné que la Déclaration des droits n'était pas un amendement constitutionnel, il y avait un certain débat quant à sa force sur des législatures futures. Toutefois, l'article 3 oblige le ministre de la Justice d'informer le Parlement qu'une loi proposée nie un droit protégé. L'intention de cette section était de décourager le parlement de le faire.
Une autre critique de la Déclaration de 1960 était que son autorité se limitait aux questions qui relèvent de l'article 91 de l'AANB (la Loi constitutionnelle de 1867), c'est-à-dire les pouvoirs du gouvernement fédéral et non ceux des provinces.
Toutefois, un des bienfaits de la Déclaration de 1960 était qu'il protège certains droits (le droit à la propriété, par exemple) non mentionnés dans la nouvelle Charte canadienne des droits et libertés (mais qui peuvent exister selon l'article 26 de la Charte). Pour cette raison et d'autres, la Déclaration de 1960 demeure en vigueur et est régulièrement cité dans des décisions des tribunaux aujourd'hui.